# Бевењи (Ђенова)
Бевењи је насеље у Италији у округу Ђенова, региону Лигурија.
Према процени из 2011. у насељу је живело 150 становника. Насеље се налази на надморској висини од 275 м.